# رجینالد گاردینر
رجینالد گاردینر (انگلیسی: Reginald Gardiner; ۲۷ فوریهٔ ۱۹۰۳ – ۷ ژوئیهٔ ۱۹۸۰) یک هنرپیشه اهل بریتانیا بود. وی بین سال‌های ۱۹۲۷ تا ۱۹۶۸ میلادی فعالیت می‌کرد.
از فیلم‌ها یا برنامه‌های تلویزیونی که وی در آن نقش داشته‌است می‌توان به دیکتاتور بزرگ و مستأجر: داستان لندن مه‌آلود اشاره کرد.